# Brigade Interrégionale d'Enquête des Vins et Spiritueux
La Brigade Interrégionale d'Enquête des Vins et Spiritueux (BIEVS) est un organisme français chargée des enquêtes relatives aux produits vinicoles, spiritueux, vins aromatisés et produits et matériels susceptibles d'être utilisés pour leur élaboration, leur traitement et leur manipulation. Fondée en 2001, elle est rattachée à la Direction générale de la Concurrence, de la Consommation et de la Répression des fraudes (DGCCRF), administration relevant du ministère de l'Économie, des Finances et de l'Industrie dont les principales missions consistent à assurer le fonctionnement loyal des marchés et la protection du consommateur. Dans les années 2000 et 2010, elle réalise 20 000 contrôles par an.
En 2024, il existe neuf brigades régionales comptant cinquante employés dans toute la France.